# McFarland & Company
McFarland & Company — американське незалежне літературне видавництво зі штаб-квартирою в Джефферсоні, штат Північна Кароліна, США, що спеціалізується на академічній та довідковій літературі, а також науково-популярній літературі для дорослих. Президенткою видавництва є Ронда Герман. Колишній президент і нинішній головний редактор — Роберт Франклін, який заснував компанію в 1979 році. У McFarland працює близько 50 співробітників, і станом на 2019 рік було опубліковано 7800 видань. Початковий тираж McFarland становить в середньому 600 примірників однієї книги.

## Тематика
McFarland & Company зосереджується переважно на продажах до бібліотек. Видавництво також використовує пряму поштову розсилку для зв'язку з ентузіастами в нішевих категоріях. Компанія відома своєю спортивною літературою, особливо історією бейсболу, а також книгами про шахи, військову історію та кіно. 2007 року Mountain Times писала, що McFarland публікує близько 275 наукових монографій і довідників на рік. 2015 року Роберт Лі Брюер повідомив, що ця цифра становить близько 350.